# Ібрагімов Магомед Ібрагімхалілович
Могамед Ібрагімхалілович Ібрагімов (азерб. Məhəmməd İbrahimov, мак. Могамед Ибрагимов; нар. 22 липня 1984, Махачкала) — азербайджанський і македонський борець вільного стилю, олімпійський призер, призер чемпіонату світу, триразовий чемпіон Європи.

## Життєпис
Народився в Дагестані. Вихованець ШВСМ, м. Махачкала. Тренери: Сіраждин Ельдаров, Магомед Дібіров. Починаючи з 1999 року тренувався у Шевальє Нусуєва. Виступав за збірну Азербайджану, яку представляв на літніх Олімпійські іграх 1996 року в Атланті, де посів п'яте місце. З 1998 року захищає кольори Македонії. На літніх Олімпійські іграх 2000 року в Сіднеї став першим і поки що єдиним (станом на 2013 рік) в історії незалежної Македонії олімпійським медалістом, виборовши бронзову нагороду.
Отримав юридичну освіту.

## Спортивні результати на міжнародних змаганнях

### Виступи на Олімпіадах
| Змагання                    | Збірна      | Вагова категорія          | Місце  |
| --------------------------- | ----------- | ------------------------- | ------ |
| Літні Олімпійські ігри 1996 | Азербайджан | вільна боротьба, до 82 кг | 5      |
| Літні Олімпійські ігри 2000 | Македонія   | вільна боротьба, до 85 кг | Бронза |
| Літні Олімпійські ігри 2004 | Македонія   | вільна боротьба, до 84 кг | 19     |

### Виступи на Чемпіонатах світу
| Змагання                        | Збірна             | Вагова категорія          | Місце  |
| ------------------------------- | ------------------ | ------------------------- | ------ |
| Чемпіонат світу з боротьби 1994 | Азербайджан        | вільна боротьба, до 82 кг | 11     |
| Чемпіонат світу з боротьби 1995 | Азербайджан        | вільна боротьба, до 82 кг | 5      |
| Чемпіонат світу з боротьби 1997 | Азербайджан        | вільна боротьба, до 85 кг | 6      |
| Чемпіонат світу з боротьби 1998 | Північна Македонія | вільна боротьба, до 85 кг | Срібло |
| Чемпіонат світу з боротьби 1999 | Північна Македонія | вільна боротьба, до 85 кг | 11     |
| Чемпіонат світу з боротьби 2002 | Північна Македонія | вільна боротьба, до 84 кг | 23     |
| Чемпіонат світу з боротьби 2003 | Північна Македонія | вільна боротьба, до 84 кг | 12     |

### Виступи на Чемпіонатах Європи
| Змагання                         | Збірна             | Вагова категорія          | Місце  |
| -------------------------------- | ------------------ | ------------------------- | ------ |
| Чемпіонат Європи з боротьби 1995 | Азербайджан        | вільна боротьба, до 82 кг | Золото |
| Чемпіонат Європи з боротьби 1996 | Азербайджан        | вільна боротьба, до 82 кг | Золото |
| Чемпіонат Європи з боротьби 1999 | Північна Македонія | вільна боротьба, до 85 кг | Золото |
| Чемпіонат Європи з боротьби 2002 | Північна Македонія | вільна боротьба, до 84 кг | 4      |

### Виступи на інших змаганнях
| Змагання                                                          | Збірна             | Вагова категорія          | Місце  |
| ----------------------------------------------------------------- | ------------------ | ------------------------- | ------ |
| Олімпійський кваліфікаційний турнір з боротьби 2000 (Мінськ)      | Північна Македонія | вільна боротьба, до 85 кг | 6      |
| Олімпійський кваліфікаційний турнір з боротьби 2000 (Лейпциг)     | Північна Македонія | вільна боротьба, до 85 кг | Золото |
| Олімпійський кваліфікаційний турнір з боротьби 2000 (Токіо)       | Північна Македонія | вільна боротьба, до 85 кг | 8      |
| Олімпійський кваліфікаційний турнір з боротьби 2000 (Александрія) | Північна Македонія | вільна боротьба, до 85 кг | 4      |
| Олімпійський кваліфікаційний турнір з боротьби 2004 (Братислава)  | Північна Македонія | вільна боротьба, до 84 кг | 24     |
| Олімпійський кваліфікаційний турнір з боротьби 2004 (Софія)       | Північна Македонія | вільна боротьба, до 84 кг | 4      |
| Henri Deglane Challenge 2011                                      | Північна Македонія | вільна боротьба, до 84 кг | Золото |